# 하르데르베이크

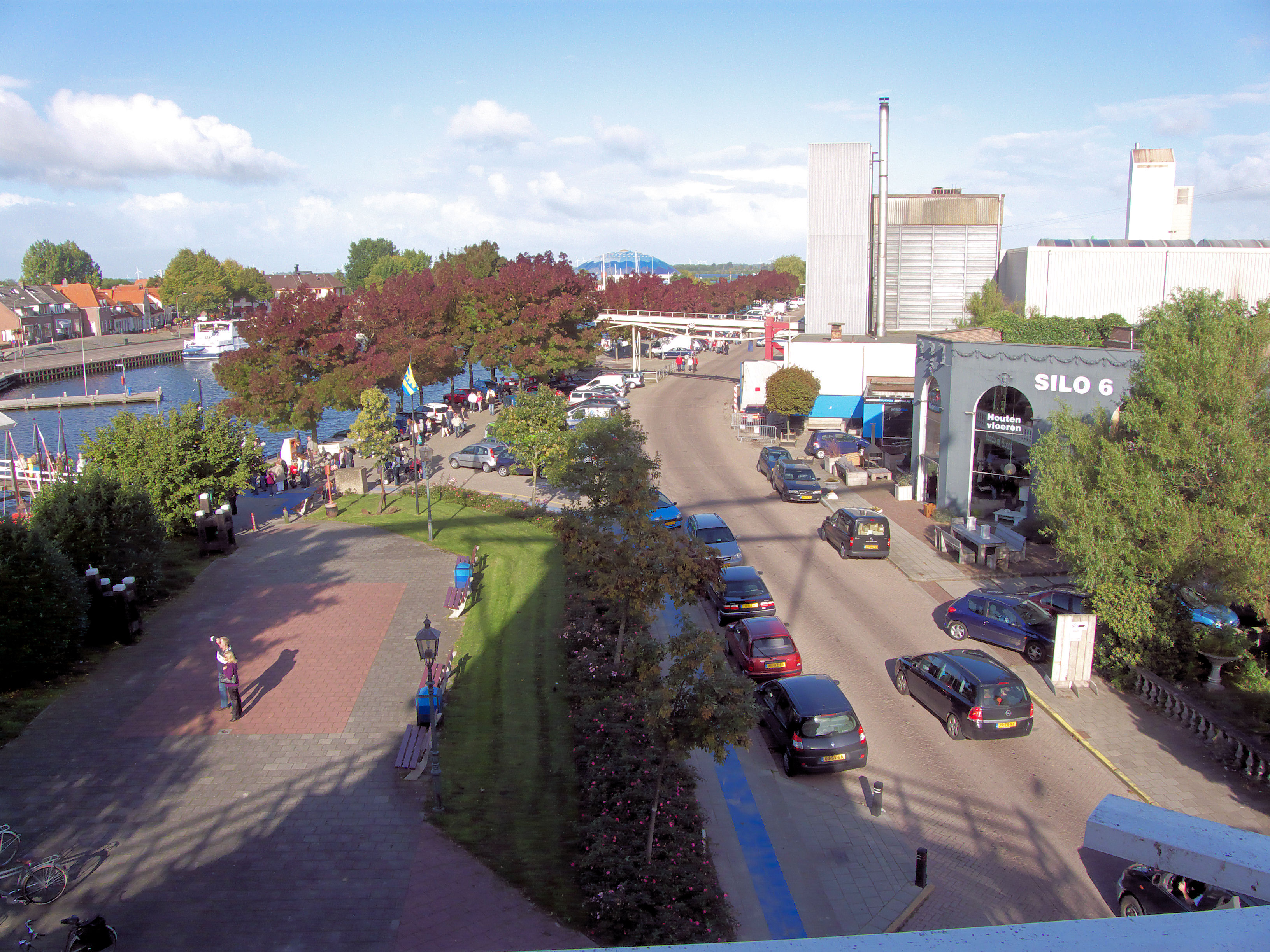
하르데르베이크

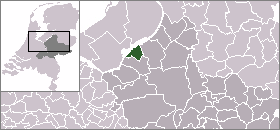
하르데르베이크의 위치

하르데르베이크(네덜란드어: Harderwijk)는 네덜란드 헬데를란트주의 도시로 면적은 48.27km2, 높이는 3m, 인구는 45,668명(2014년 5월 기준), 인구 밀도는 1,183명/km2이다.

시기
시 문장